# Keve Hjelm
Karl Evert „Keve“ Hjelm (23. červen 1922 Gnesta – 3. únor 2004 Stockholm) byl švédský herec, filmový režisér a scenárista. Mezi roky 1943 a 2004 se objevil celkem v 70 filmech. Na prvním ročníku filmových cen Zlatohlávek (v roce 1964) obdržel ocenění jako nejlepší herec v hlavní roli ve filmu Havraní čtvrť z roku 1963 (scénář a režie Bo Widerberg). Na 15. ročníku filmových cen Zlatohlávek (v roce 1979) získal toto ocenění podruhé jako Cenu za celoživotní přínos švédskému filmu a divadlu.

## Osobní život
Karl Evert „Keve“ Hjelm se narodil v městečku Gnesta v kraji Södermanland (necelých 25 km jihozápadně od Södertälje a asi 50 km jihozápadně od Stockholmu). V roce 1946 se jeho manželkou stala Ingrid Håkansonová (narozená 1922: její rodiče byli obchodník Emil Håkanson a Frida, rozená Westerbergová). Byl otcem 4 dětí: Åsa-Lena (1947), Kåre (1951), Ola (1953) a Matti (1960). Zemřel ve Stockholmu, kde je také pohřben na hřbitově Maria Magdalena Kyrkogård.

## Výběrová filmografie
- Girl with Hyacinths, česky Dívka s hyacinty (1950): Capt. Brink, manžel Dagmar
- Sköna Helena (1951): Lager Myrten
- Havraní čtvrť, švédsky Kvarteret korpen, anglicky Raven's End (1963), scénář a režie Bo Widerberg. Za roli otce získal Keve Hjelm v roce 1964 filmovou cenu Zlatohlávek jako nejlepší herec v hlavní roli. Kromě toho byl film v roce 1964 nominován na hlavní cenu (Velkou cenu, později Zlatá palma) na Filmovém festivalu v Cannes a v roce 1965 byl nominován na Oscara v kategorii Nejlepší zahraniční film.[5]
- Love 65 (1965): Keve
- Night Games (1966): Jan
- Life's Just Great (1967): Roland
- Roseanna (1967), scénář a režie Hans Abramson, podle stejnojmenného románu z roku 1965 od švédské autorské dvojice Maj Sjöwallová – Per Wahlöö (první díl z desetidílné série Románů o zločinu): hlavní role stockholmského kriminalisty z oddělení vražd Martina Becka.
- Fanny Hill (1968): Leif Henning
- Ungkarlshotellet, česky Svobodárna (1975): Göte Löv
- Hello Baby (1976): ředitel
- Bluff Stop (1977): Erland
- Svarta fåglar česky Černé vrány (1983): Lindtner
- Hud (1986): Sigurd
- Fordringsägare, anglicky Creditors (1988): Gustav, současně režisér filmu: Tomas Bolme získal pod jeho režijním vedením filmovou cenu Zlatohlávek za hlavní roli.
- 1939 (1989): Alfred Hall

- Den goda viljan, anglicky The Best Intentions, česky S nejlepšími úmysly (1992): scénář Ingmar Bergman, režie Bille August, Keve Hjelm v roli Fredrika Bergmana. Biografický film Ingmara Bergmana: příběh jeho rodičů Karin a Erika Bergmanových. Vychází z knižní předlohy, která česky vyšla pod názvem Dobrá vůle. Film získal dvě hlavní ceny na Mezinárodním filmovém festivalu v Cannes v roce 1992: Zlatou Palmu za nejlepší film a Pernilla Augustová jako nejlepší herečka. Kromě toho film získal dvě filmové ceny Zlatohlávek (nejlepší scénář, nejlepší herečka) a čtyři další nominace (nejlepší film, nejlepší režie, nejlepší herec a nejlepší kamera).[6]
- Svenska hjältar, anglicky Swedish Heroes nebo též Expectations (1997), česky Švédští hrdinové: Egon. Film byl nominován na Grand Prix des Amériques na Montréal World Film Festival 1997 a kromě toho získal dvě nominace na filmovou cenu Zlatohlávek.[7]
- Dykaren, česky Potápěč (2000): Gösta
- Blodsbröder (2005): obchodník se starým uměním